# Her Old Teacher
Her Old Teacher è un cortometraggio muto del 1914 diretto da Travers Vale. Il film, che ha come interprete Dorothy Gish, è conosciuto anche con il titolo Her Old Father.

## Produzione
Il film fu prodotto dalla Biograph Company.

## Distribuzione
Distribuito dalla General Film Company, il film - un cortometraggio in una bobina - uscì nelle sale cinematografiche statunitensi il 16 febbraio 1914.
Non si conoscono copie ancora esistenti della pellicola che viene considerata presumibilmente perduta.